# Зубжиці
Зубжиці (пол. Zubrzyce, нім. Sauerwitz) — село в Польщі, у гміні Ґлубчиці Ґлубчицького повіту Опольського воєводства.
Населення — 387 осіб (2011).

## Демографія
Демографічна структура станом на 31 березня 2011 року:
|          | Загалом | Допрацездатний вік | Працездатний вік | Постпрацездатний вік |
| -------- | ------- | ------------------ | ---------------- | -------------------- |
| Чоловіки | 201     | 47                 | 128              | 26                   |
| Жінки    | 186     | 26                 | 99               | 61                   |
| Разом    | 387     | 73                 | 227              | 87                   |